# Aljaksej Chadkewitsch
Aljaksej Chadkewitsch (englisch Aliaksei Khadkevich, belarussisch Аляксей Хадкевіч, * 14. Januar 1994 in Orscha) ist ein belarussischer Handballspieler.
Aljaksej Chadkewitsch spielte von 2011 bis 2019 für den belarussischen Verein SKA Minsk, mit dem er 2012 den belarussischen Pokal und 2013 den EHF Challenge Cup gewann. Anschließend wechselte der 1,90 m große linke Rückraumspieler im Februar 2019 zu CSM Vaslui in Rumänien. Auf Grund formaler Hürden bestritt er in der Saison 2018/19 kein Spiel für seinen neuen Verein. Seit 2020 läuft er für den RTV 1879 Basel auf.
Zwischen 2012 und 2016 bestritt Chadkewitsch für die belarussische Nationalmannschaft 19 Länderspiele, in denen er 44 Tore erzielte. Bei der Europameisterschaft 2016 warf er neun Tore und belegte mit Belarus den zehnten Rang.